# 近代文体発生の史的研究
近代文体発生の史的研究（きんだいぶんたいはっせいのしてきけんきゅう）は、山本正秀の著書。1965年に岩波書店から発刊された。言文一致体にかかわる多くの文献に評説を加え、それをまとめたもので、日本語文体史の重要な著書である。ほかに同著者の著書には、本書の姉妹編と呼びうる「言文一致の歴史論考」（正編・続編）、本書に関連する文献の原文を収載した「近代文体形成史料集成」（発生編・成立編）がある。

## 後期 第一一章 山田美妙の言文一致活動
山田美妙の文体の変遷は、言文一致体のかかわりを基準にすると4期に分けられる。

　　①～明治19年10月

　　②明治19年11月～21年2月

　　③-①明治21年3月～22年夏

　　③-②明治22年秋～25年10月

　　④明治25年11月～没年

### 第1期
山田美妙は少時から漢籍と戯作に親しみ、学生時代に英文学にもふれた。明治18年5月～19年5月の「竪琴草紙」、19年8月の「新体詩選」、19年10月の「少年姿（わかしゆすがた）」では曲亭馬琴の強い影響を見てとれる。

### 第2期
明治39年11月「中学世界」定期増刊「作文叢話」号中の「明治文学の揺籃時代」と、明治40年10月「文章世界」第2巻第11号定期増刊「文話詩話」号中の「言文一致の犠牲」によれば、山田美妙は英文学史で見たチョーサーと、物集高見「言文一致」および「RŌMAJI ZASSHI」明治20年5月号のチェンバレンの「GEM-BUN ITCHI」の影響を受け、言文一致体を志したという。山田美妙は第1作の明治19年11月～20年7月の「嘲戒小説天狗」以後、「風琴調一節」、「ふくさづつみ」、「武蔵野」、「花の茨、茨の花」、「夏木立」（ただし出版された時期としては第3期に入る）とだ調の言文一致体の小説を発表し、「武蔵野」のときに有名になった。「風琴調一節」の作中には言文一致体による詩が含まれており、これを先駆として、21年1月には言文一致体による三編の詩「初春の湖」「はるのあけぼの」「明治二十一年の新年に又俗語体で」を発表し、詩において言文一致に先鞭をつけた。同年2月・3月に「言文一致論概略」を出して言文一致擁護を唱えた。

### 第3期
明治21年3月～22年1月「空行く月」から、従来のだ調にかえてです調を用いた。また以良都女、都の花の二誌にたずさわり、言文一致体の宣伝も行った。小説では「花車」、「胡蝶」以下いくつも作品を出し、並行して作詩にも力を入れた。